# Río Enco
Río Enco är ett vattendrag i Chile.   Det ligger i regionen Región de Los Lagos, i den södra delen av landet, 700 km söder om huvudstaden Santiago de Chile. Río Enco ligger vid sjön Lago Riñihue.
I omgivningen kring Río Enco växer i huvudsak blandskog. Området är glesbefolkat, med 11 invånare per kvadratkilometer.